# Mesnil-Saint-Loup
Mesnil-Saint-Loup település Franciaországban, Aube megyében. Lakosainak száma 583 fő (2022. január 1.). Mesnil-Saint-Loup Dierrey-Saint-Julien, Dierrey-Saint-Pierre, Estissac, Faux-Villecerf, Neuville-sur-Vanne és Aix-Villemaur-Pâlis községekkel határos.

## Népesség
A település népessége az elmúlt években az alábbi módon változott:
| Lakosok száma | 462  | 498  | 507  | 539  | 601  | 608  | 600  | 591  | 590  | 583  |
|               | 1968 | 1982 | 1990 | 2006 | 2013 | 2015 | 2017 | 2019 | 2020 | 2022 |